# Inini (rivier)
De Inini (ook Grand Inini) is een rivier in het binnenland van Frans-Guyana in de gemeente Maripasoula. De Inini begint bij de samenvloeiing van de Limonadekreek en de Saïkreek. Sandre, de Franse waterautoriteit beschouwt de Limonadekreek een onderdeel van de Inini en beide rivieren samen hebben een lengte van 215 kilometer. De rivier loopt van oost naar west in tegenstelling tot de andere grote rivieren van Frans-Guyana die van zuid naar noord lopen. De kolonie Inini die van 1930 tot 1946 heeft bestaan was vernoemd naar de rivier.

## Loop
De rivier heeft zijn bron in de hoogvlakte van Saül waar ook de Mana en de Approuague hun bron hebben. De Inini begint bij de samenvloeiing van de Limonadekreek en de Saïkreek. De rivier vormt voor een groot gedeelte van zijn loop de grens van het kerngebied van het Nationaal Park Guyana, en loopt zuidelijk langs Bellevue de l'Inini, de hoogste berg van Frans-Guyana met 851 meter. Er zijn meerdere zijrivieren waarvan de Petit Inini het belangrijkst is. Ten zuiden van de plaats Maripasoula vloeit de Inini samen met de Lawa die later Marowijne wordt genoemd en zijn monding heeft in de Atlantische Oceaan. 
In het begin van de 20e eeuw werd goud ontdekt aan de Inini en was er sprake van een goldrush. Sinds het begin van de 21e eeuw is er sprake van een tweede goldrush en trekken met name garimpeiro's naar de rivier.